# Feelin' Stronger Every Day
Feelin' Stronger Every Day is een single uit 1973 van de Amerikaanse band Chicago. De single is opgenomen op de Caribou Ranch in Nederland, Colorado voor hun album Chicago VI.

## Achtergrond
Het nummer is geschreven door bassist/zanger Peter Cetera en trombonist James Pankow; Cetera zou later vooral bekend worden vanwege zijn ballads zoals If You Leave Me Now. Pankow was in zijn compositiestijl vooral bekend om, hoe kan het anders, het blazerswerk. Het lied gaat over een verbroken relatie, waarbij de schrijver het idee heeft dat het, na de breuk in de gelukkige relatie, met hem het althans weer beter gaat.

## Hitnoteringen
Met B-kant Jenny (3:30) steeg het plaatje tot de 10e plaats in de Billboard Hot 100 en sleepte daarmee wellicht het album naar de nummer 1-positie in de Billboard 200-albumlijst. Nederland liep minder warm voor single en elpee; de elpee haalde de lijsten niet. Wat dat betreft was het toch een vreemd album; in Engeland verkocht het matig en de volgende single van het album werd ook een groot succes in Amerika (nr. 4), maar in veel landen niet. Feelin' Stronger Every Day was voor dat het de Nederlandse Top 40 bereikte alarmschijf.

### Nederlandse Top 40
| "Feelin’ Stronger Every Day" in de Nederlandse Top 40 binnen: week 31/1973 | "Feelin’ Stronger Every Day" in de Nederlandse Top 40 binnen: week 31/1973 | "Feelin’ Stronger Every Day" in de Nederlandse Top 40 binnen: week 31/1973 | "Feelin’ Stronger Every Day" in de Nederlandse Top 40 binnen: week 31/1973 | "Feelin’ Stronger Every Day" in de Nederlandse Top 40 binnen: week 31/1973 | "Feelin’ Stronger Every Day" in de Nederlandse Top 40 binnen: week 31/1973 |
| Week                                                                       | 1                                                                          | 2                                                                          | 3                                                                          | 4                                                                          |                                                                            |
| -------------------------------------------------------------------------- | -------------------------------------------------------------------------- | -------------------------------------------------------------------------- | -------------------------------------------------------------------------- | -------------------------------------------------------------------------- | -------------------------------------------------------------------------- |
| Nummer                                                                     | 28                                                                         | 23                                                                         | 36                                                                         | 40                                                                         | uit                                                                        |

### Nederlandse Single Top 100
| "Feelin’ Stronger Every Day" in de Nederlandse Single Top 100 binnen: 11-08-1973 | "Feelin’ Stronger Every Day" in de Nederlandse Single Top 100 binnen: 11-08-1973 | "Feelin’ Stronger Every Day" in de Nederlandse Single Top 100 binnen: 11-08-1973 | "Feelin’ Stronger Every Day" in de Nederlandse Single Top 100 binnen: 11-08-1973 |
| Week                                                                             | 1                                                                                | 2                                                                                |                                                                                  |
| -------------------------------------------------------------------------------- | -------------------------------------------------------------------------------- | -------------------------------------------------------------------------------- | -------------------------------------------------------------------------------- |
| Nummer                                                                           | 24                                                                               | 28                                                                               | uit                                                                              |

### NPO Radio 2 Top 2000
| Nummer met noteringen in de NPO Radio 2 Top 2000 | '00  | '01  | '02  | '03  | '04  | '05  | '06  | '07 | '08  | '09  | '10  |
| ------------------------------------------------ | ---- | ---- | ---- | ---- | ---- | ---- | ---- | --- | ---- | ---- | ---- |
| Feelin' Stronger Every Day                       | 1207 | 1047 | 1320 | 1629 | 1554 | 1779 | 1940 | -   | 1889 | 1920 | 1887 |

1. ↑  Een '-' betekent dat het nummer niet was genoteerd en een vetgedrukt getal geeft de hoogste notering aan.
2. ↑  2000 was het eerste jaar met een notering voor dit nummer.
3. ↑  Deze tabel is bijgewerkt tot en met de laatste editie (2024).